# Prémio Pulitzer de Serviço Público
O Prémio Pulitzer Prize de Serviço Público é um dos catorze Prémios Pulitzer norte-americanos entregue anualmente na área do jornalismo. Reconhece um exemplo notável de meritório serviço público realizado por um jornal ou site de notícias através da utilização dos seus recursos jornalísticos, que podem incluir editoriais, desenhos animados, fotografias, gráficos, vídeo e outros materiais online, podendo ser apresentado em versão impressa, online ou em ambos..
O Prémio de Serviço Público era um dos Pulitzers originais, criados em 1917, embora nenhum prémio tenha sido entregue nesse ano. Desta forma, apenas foi iniciado em 1918. É o único prémio do programa que é composto por uma medalha de ouro, sendo a condecoração mais prestigiante que um jornal pode receber.
Tal como noutros Prémios Pulitzer, um comité de jurados restringe os nomeados a três, dos quais o Conselho Pulitzer escolhe um vencedor e os finalistas. Os finalistas são conhecidos desde 1980. O Conselho Pulitzer emite um comunicado oficial explicando os motivos que levaram à entrega do prémio.

## Vencedores e comunicados
Nos primeiros 97 anos até 2013, o Pulitzer de Serviço Público foi entregue 96 vezes. Não foi entregue o prémio quatro vezes  e foram entregues dois prémios em 1967, 1990 e 2006. Muitos prémios dos anos 1950 nomearam dois jornais. Um repórter particular passou a ser nomeado em 1947; recentemente tem sido comum nomear até três repórteres, mas continua a ser comum nomear um  :
- 1917: não foi entregue o prémio
- 1918: The New York Times, "pelo seu serviço público na publicação integral de tantos relatórios oficiais, documentos e discursos de estadistas europeus relacionados com o progresso e conduta da guerra."
- 1919: Milwaukee Journal, "pela sua campanha forte e corajosa pelo Americanismo num círculo eleitoral onde os elementos estrangeiros têm feito uma política perigosa do ponto de vista dos negócios."
- 1920: não foi entregue o prémio
- 1921: Boston Post, "por revelar as operações de Charles Ponzi com um conjunto de artigos que levaram  à sua prisão."
- 1922: New York World, "pelos artigos expondo as operações do Ku Klux Klan, publicados durante Setembro e Outubro de 1921."
- 1923: Memphis Commercial Appeal, "pela sua atitude corajosa na publicação de desenhos animados e na gestão das notícias com referência às operações do Ku Klux Klan."
- 1924: New York World, "pelo seu trabalho relacionado com a revelação do mal da peonagem na Florida," que ajudou a terminar o convict leasing na Florida
- 1925: não foi entregue o prémio
- 1926: Columbus Enquirer Sun (Columbus, Geórgia), "pelo serviço que efectuou na luta corajosa e energética contra o Ku Klux Klan; contra a promulgação de uma lei que proibia o ensino da evolução; contra oficiais desonestos e incompetentes e pela justiça dos Negros e contra o linchamento."
- 1927: Canton Daily News (Canton, Ohio), "pela sua luta corajosa, patriótica e efectiva pelo fim do estado de coisas vicioso provocado pelo conluio entre as autoridades da cidade e os elementos criminais, uma luta que teve um resultado trágico ao assassinar o editor do jornal, o Sr. Don R. Mellett."
- 1928: Indianapolis Times, "pelo seu trabalho em revelar a corrupção política no Indiana, indo atrás dos culpados e criando um estado de coisas mais saudável no governo civil."
- 1929: New York Evening World, "pela sua campanha efectiva em corrigir os males na administração da justiça, incluindo a luta no combate aos 'caçadores de ambulâncias', o apoio à lei 'fence' e medidas para simplificar procedimentos, prevenir o perjúrio e eliminar a política dos tribunais municipais; uma campanha que foi instrumental para assegurar uma acção correctiva."
- 1930:não foi entregue o prémio
- 1931: The Atlanta Constitution, "por revelar com sucesso a corrupção municipal e as condenações subsequentes."
- 1932: Indianapolis News, "pela sua campanha bem sucedida para eliminar desperdícios na gestão da cidade e reduzir a contribuição predial."
- 1933: New York World-Telegram, "pelo conjunto de artigos sobre o alívio aos veteranos, nos males das imobiliárias, na campanha de incitamento aos eleitores para inscrever o nome de Joseph V. McKee, e os artigos revelando os esquemas da lotaria de várias organizações fraternas."
- 1934: Medford Mail Tribune (Oregon), "pela sua campanha contra os políticos sem escrúpulos de Jackson County, Oregon."
- 1935: The Sacramento Bee, "pela sua campanha contra a influência da máquina da política na nomeação de dois juízes federais no Nevada."
- 1936: Cedar Rapids Gazette, "pela sua cruzada contra a corrupção e má governação no Estado do Iowa."
- 1937: St. Louis Post-Dispatch, "por revelar o recenseamento eleitoral fraudulento em St. Louis. Através de uma campanha de notícias coordenadas, editoriais e desenhos animados, este jornal conseguiu invalidar quase 40000 boletins eleitorais em Novembro, levando à nomeação de um novo conselho eleitoral."
- 1938: Bismarck Tribune, "pelas suas notícias e editoriais desportivos designados por , 'Auto-ajuda no Dust Bowl.'"
- 1939: Miami Daily News, "pela sua campanha em revogar a Comissão da Cidade de Miami."
- 1940: Waterbury Republican & American (Connecticut), "pela sua campanha em revelar a corrupção municipal."
- 1941: St. Louis Post-Dispatch, "pela sua campanha bem sucedida contra os impactes do fumo da cidade."
- 1942: Los Angeles Times, "pela sua campanha bem sucedida que resultou na clarificação e confirmação do direito à liberdade de imprensa para todos os jornais tal como garantido na Constituição."
- 1943: Omaha World-Herald, "pela sua iniciativa e originalidade no planeamento de uma campanha inter-estadual na obtenção de ferro-velho para os esforços de guerra. O plano de Nebraska foi adoptado a uma escala nacional pelos jornais diários, resultando num esforço conjunto bem sucedido no fornecimento das indústrias da guerra com os materiais de ferro necessários."
- 1944: New York Times, "pela sua investigação sobre o ensino de História Norte-Americana."
- 1945: Detroit Free Press, "pela sua investigação sobre a corrupção legislativa em Lansing, Michigan."
- 1946: Scranton Times, "pela sua investigação de quinze anos sobre as práticas judiciais no Tribunal Distrital dos Estados Unidos para o distrito intermédio da Pensilvânia, que resultou na demissão do Juiz Distrital e acusação de muitos outros."
- 1947: The Baltimore Sun, "pelo seu conjunto de artigos de Howard M. Norton lidando com a administração de compensações de desemprego no Maryland, resultando em condenações e fundamentos de culpa em tribunais criminais de 93 pessoas."
- 1948: St. Louis Post-Dispatch, "pela cobertura do desastre na mina de Centralia, Illinois, e posterior acompanhamento que resultou em reformas significativas nas leis e regulamentos de segurança nas minas."
- 1949: Nebraska State Journal, "pela campanha em criar as primárias presidenciais de preferência "Nebraska All-Star Primary" que destacam, através de um comité bipartido, os temas iniciais da campanha presidencial ."
- 1950: Chicago Daily News e St. Louis Post-Dispatch, "pelo trabalho de George Thiem e Roy J. Harris, respectivamente, em revelar a presença de 37 jornalistas do Illinois num esquema de pagamentos do Estado do Illinois."
- 1951: The Miami Herald e Brooklyn Eagle, "pelas suas notícias de crime durante o ano."
- 1952: St. Louis Post-Dispatch, "pela sua investigação e revelação de corrupção alargada no Serviço Interno de Receitas e outros departamentos do governo."
- 1953: Whiteville News Reporter (Carolina do Norte, quase semanário) e Tabor City Tribune (Carolina do Norte, semanário), "pela sua campanha bem sucedida contra o Ku Klux Klan, travada na sua própria porta correndo o risco de perdas económicas e perigo pessoal, que culminou na condenação de quase cem Klansmen e no fim do terrorismo nas suas comunidades."
- 1954: Newsday, "por revelar os escândalos do autódromo do Estado de Nova Iorque e extosão de trabalho, que conduziram à acusação de extorsão, pedido de culpa e prisão de William C. DeKoning, Sr., extorsionário de trabalho de Nova Iorque."
- 1955: Columbus Ledger e Sunday Ledger-Enquirer (Columbus, Geórgia), "pela sua cobertura completa de notícias e ataques editoriais destemidos contra a corrupção difundida nos subúrbios de Phenix City, Alabama, que foram efectivos a destruir o governo da cidade corrupto e baseado em esquemas ilegais de dinheiro."
- 1956: Watsonville Register-Pajaronian (Califórnia), "pela revelação corajosa da corrupção nos serviços públicos, que levou à demissão de um promotor e à condenação de um dos seus associados."
- 1957: Chicago Daily News, "pelo serviço público determinado e corajoso na revelação de uma fraude de $2,500,000 centrada no serviço de Auditoria do Estado de Illinois, que resultou na acusação e condenação do Auditor do Estado e outros. Isto levou à reorganização dos procedimentos do Estado para prevenir a recorrência da fraude."
- 1958: Arkansas Gazette, "pela demonstração das melhores qualidades de liderança cívica, responsabilidade jornalística e coragem moral em face da grande tensão pública durante a crise da integração escolar de 1957. "
- 1959: Utica Observer-Dispatch e Utica Daily Press (Utica, NI), "pela sua campanha bem sucedida contra a corrupção, jogos de azar e vícios na sua cidade natal que gerou reformas cívicas radicais em face de pressões políticas e ameaças de violência."
- 1960: Los Angeles Times, "pelo seu ataque minucioso, sustentado e bem concebido no tráfico de narcóticos e pelo relato empreendedor de Gene Sherman, que levou à abertura de negociações entre os Estados Unidos e o México para parar o fluxo de drogas ilegais no sul da Califórnia e noutros estados fronteiriços."
- 1961: Amarillo Globe-Times, "por revelar uma discriminação na aplicação da lei local com uma acção punitiva resultante que eliminou funcionários negligentes dos seus postos de trabalho e conduziu à eleição de um novo conselho de reforma. O jornal exerceu a sua liderança cívica na melhor tradição do jornalismo."
- 1962: Panama City News-Herald, "pela sua campanha de três anos contra o poder e corrupção impregnados, com reformas resultantes em Panama City e Bay County."
- 1963: Chicago Daily News, "por atrair atenção pública sobre o tema da disponibilização de serviços de contracepção nos programas públicos de saúde na área."
- 1964: St. Petersburg Times, "pela sua investigação agressiva sobre a Autoridade Turnpike da Florida que revelou actos ilegais largamente difundidos e resultou numa reorganização grande do programa estadual de construção de estradas."
- 1965: Hutchinson News, "pela sua campanha corajosa e construtiva, que culminou em 1964, para criar uma reafectação mais equitativa da Legislatura do Kansas, apesar da forte oposição da sua própria comunidade."
- 1966: The Boston Globe, "pela sua campanha em evitar a nomeação de Francis X. Morrissey [Sr.] como Juiz Distrital Federal no Massachusetts."
- 1967: Milwaukee Journal, "pela sua campanha bem-sucedida para endurecer a lei contra a poluição da água no Wisconsin, um avanço notável no esforço nacional da conservação dos recursos naturais."
- 1967: The Courier-Journal (Louisville), pela sua campanha bem sucedida sobre o controlo da indústria mineira do Kentucky, um avanço notável no esforço nacional da conservação dos recursos naturais.
- 1968: Riverside Press-Enterprise (Califórnia), "por revelar a corrupção nos tribunais relacionada com o processamento de uma propriedade e do património de uma tribo Índia, e os seus esforços bem-sucedidos em punir os responsáveis."
- 1969: Los Angeles Times, "por revelar as transgressões dentro das Comissões Governamentais da cidade de Los Angeles Angeles, resultando em condenações criminais de certos membros, bem como reformas alargadas."
- 1970: Newsday, "pela sua investigação de três anos que revelou negócios secretos de terras no Este de Long Island, e levou a uma série de condenações criminais, dispensas e demissões de funcionários públicos e políticos na área."
- 1971: Winston-Salem Journal, "pela cobertura de problemas ambientais, como exemplificado pela campanha bem-sucedida de bloqueio das operações de mineração que provocariam impactos irreparáveis na região montanhosa da zona noroeste do Norte da Carolina."
- 1972: The New York Times, "pela publicação dos Pentagon Papers."
- 1973: The Washington Post, "pela sua investigação do caso Watergate."
- 1974: Newsday, "pela sua investigação definitiva no tráfico ilícito de narcóticos nos Estados Unidos e estrangeiro, designada por 'A Trilha da Heroina.'"
- 1975: The Boston Globe, "pela sua cobertura massiva da crise de desagregação escolar de Boston."
- 1976: Anchorage Daily News, "pela sua revelação do impacto e influência do Teamsters Union na economia e política do Alasca."
- 1977: Lufkin Daily News, "por um obituário de um homem local que morreu num campo de treino dos Marine, que conduziu à investigação sobre a sua morte e à reforma  fundamental no recrutamento e práticas de treino nos United States Marine Corps."
- 1978: The Philadelphia Inquirer, "por um conjunto de artigos que mostraram os abusos de poder da polícia na sua cidade natal."
- 1979: The Point Reyes Light (Califórnia, semanário), "pela sua investigação do Synanon."
- 1980: Gannett News Service, "pela sua série sobre contribuições financeiras para Pauline Fathers."
- 1981: Charlotte Observer, "pela sua série sobre 'Pulmão Castanho: Um Caso de Negligência Mortal.'"
- 1982: Detroit News, "por uma série de Sydney P. Freedberg e David Ashenfelter que revelou o encobrimento da Marinha dos EUA sobre as circunstâncias à volta das mortes de marinheiros a bordos dos navios, e que levou a reformas significativas nos procedimentos navais."
- 1983: Jackson Clarion-Ledger, "pela sua campanha bem-sucedida de apoio ao Governor Winter na sua batalha legislativa de reforma do sistema público de educação do Mississippi."
- 1984: Los Angeles Times, "por uma análise aprofundada da comunidade crescente de Latinos no sul da Califórnia realizada por uma equipa de editores e repórteres" com o nome de Latinos (série jornalística)
- 1985: Fort Worth Star-Telegram, "pela reportagem de Mark Thompson (repórter) que revelou que quase 250 recrutas norte-americanos tinham perdido as suas vidas em resultado de um problema de design dos helicópteros construídos pela Bell Helicopter - uma revelação que levou ao estacionamento de quase  600 helicópteros Huey até à sua alteração."
- 1986: The Denver Post, "pelo seu estudo aprofundado das "crianças desaparecidas", que revelou que a maioria está envolvida em disputas de custódia ou em fuga, o que ajudou a mitigar os medos nacionais gerados por estatísticas exageradas."
- 1987: Pittsburgh Press, "pelas reportagens de Andrew Schneider e Matthew Brelis que revelaram a inadequação da triagem médica feita pela FAA aos pilotos de avião e conduziram a reformas significativas."
- 1988: Charlotte Observer, "por revelar a má utilização de fundos do ministério da televisão PTL através de uma cobertura persistente em face de uma campanha massiva da PTL de descredibilizar o jornal."
- 1989: Anchorage Daily News, "pela reportagem sobre a elevada incidência de alcoolismo e suicídio entre os Nativos do Alasca, numa série que gerou atenção ao seu desespero e resultou em várias reformas."
- 1990: Washington Daily News (Washington, Carolina do Norte), "por revelar que o fornecimento de água da cidade estava contaminado com carcinogénicos, um problema que a governação local não tinha revelado nem corrigido num período de oito anos."
- 1990: The Philadelphia Inquirer, "pela reportagem de Gilbert M. Gaul que revelou como opera a indústria norte-americana do sangue, com pouca regulação ou supervisão do governo."
- 1991: Des Moines Register, "pela reportagem de Jane Schorer que, com o consentimento da vítima, nomeou uma mulher que tinha sido violada - o que gerou uma reconsideração alargada da prática tradicional dos meios de comunicação de ocultar a identidade de vítimas de violação."
- 1992: The Sacramento Bee, "por 'A Sierra em Perigo,' reportado por Tom Knudson que examinou as ameaças e impactes ambientais na cadeia montanhosa da Sierra Nevada na Califórnia."
- 1993: The Miami Herald, "pela cobertura que não só ajudou os leitores a lidar com a devastação do Furacão Andrew mas também mostrou como as regras de zoneamento, inspecção e construção brandas contribuíram para a destruição."
- 1994: Akron Beacon Journal, "pela sua análise completa das atitudes raciais locais e o esforço subsequente em promover comunicação melhorada na comunidade."
- 1995: Virgin Islands Daily News, "pela revelação das ligações entre a taxa crescente de crime da região e o sistema de justiça criminal local. A reportagem, maioritariamente o trabalho de Melvin Claxton, iniciou reformas políticas."
- 1996: The News & Observer, "pelo trabalho de Melanie Sill, Pat Stith e Joby Warrick sobre  os riscos  ambientais e de saúde nos sistemas de deposição de resíduos usados na cada vez maior indústria da suinicultura da Carolina do Norte."
- 1997: The Times-Picayune (Nova Orleães), "pelo seu conjunto abrangente de análise das condições que ameaçam o fornecimento mundial de peixe."
- 1998: Grand Forks Herald, "pela sua cobertura sustentada e informativa, ilustrada vivamente com fotografias, que manteve a comunidade da cidade unida na sequência de cheias, um nevão e um incêndio que devastou a maioria da cidade, incluindo as instalações do próprio jornal."
- 1999: The Washington Post, "pela sua série que identificou e analisou padrões de tiroteios imprudentes pelos oficiais da polícia local que tinham pouco ou nenhum treino."
- 2000: The Washington Post, "notavelmente pelo trabalho de Katherine Boo que revelou a negligência e os abusos miseráveis aos deficientes mentais nas casas de acolhimento da cidade, o que forçou os funcionários a reconhecer as condições e iniciar reformas."
- 2001: The Oregonian (Portland, OR), "pela sua análise detalhada e inflexível dos problemas sistemáticos no Serviço de Imigração e Naturalização dos Estados Unidos incluindo o tratamento áspero de cidadãos estrangeiros e outros tipo de abusos alargados, que gerou várias reformas."
- 2002: The New York Times, "po uma secção especial publicada regularmente após os ataques terroristas de 11 de Setembro na América, que cobriram de uma forma coerente e abrangente os eventos trágicos, fizeram um perfil das vítimas e seguiram a história subsequente, localmente e globalmente."
- 2003: The Boston Globe, "pela sua cobertura corajosa e abrangente dos abusos sexuais feitos por padres, um esforço que venceu o sigilo, gerou reacções locais, nacionais e internacionais e conduziu a alterações na Igreja Católica Romana."
- 2004: The New York Times, "pelo trabalho de David Barstow e Lowell Bergman que examinou implacavelmente a morte e os ferimentos entre os trabalhadores Norte-americanos e revelou os funcionários que quebravam as regras básicas de segurança." (Este trabalho foi transferido pelo conselho da categoria de Reportagem Investigativa, onde também estava a concurso .)
- 2005: Los Angeles Times, "pela sua série corajosa, investigada exaustivamente, sobre problemas médicos mortais e a injustiça racial num hospital público de grande dimensão."
- 2006: Biloxi Sun Herald (Mississippi), "pela sua cobertura valorosa e abrangente do Furacão Katrina, fornecendo uma corda salva-vidas aos leitores devastados, impressa e online, durante o seu tempo de grande necessidade."
- 2006: The Times-Picayune (Nova Orleães), "pela sua cobertura heróica, multi-facetada do Furacão Katrina e as suas consequências, fazendo uma utilização excepcional dos recursos do jornal em servir uma cidade inundada até após a evacuação das instalações do jornal."
- 2007: The Wall Street Journal, "pela sua abordagem criativa e abrangente às opções de acções para executivos, que gerou investigações, a destituição de altos funcionários e mudanças alargadas na América corporativa."
- 2008: The Washington Post, "Pelo trabalho de Dana Priest, Anne Hull e do fotógrafo Michel du Cille em revelar o mau tratamento de veteranos feridos no Hospital Walter Reed, gerando um clamor nacional e conduzindo a reformas por oficiais federais."
- 2009: Las Vegas Sun e notavelmente Alexandra Berzon, "pela revelação da elevada taxa de morte entre os funcionários da construção no Las Vegas Strip, por entre regulamentos brandos, gerando alterações nas políticas e melhoria das condições de segurança ." Original series
- 2010: Bristol Herald Courier, "pelo trabalho de Daniel Gilbert em iluminar a má gestão sombria dos royalties de gás natural devidos a milhares de proprietários rurais no sudoeste da Virgínia, estimulando uma acção remediativa pelos legisladores estaduais."
- 2011: Los Angeles Times, "por revelar a corrupção na pequena cidade da Califórnia de Bell onde os funcionários roubavam o Tesouro para se pagarem a si próprios salários exorbitantes, resultando em prisões e reformas."
- 2012: The Philadelphia Inquirer, "pela sua exploração da violência penetrante nas escolas da cidade, usando narrativas impressas poderosas e vídeos para iluminar crimes cometidos por crianças contra crianças e gerar reformas de melhoria da segurança para professores e estudantes ."
- 2013: Sun-Sentinel (Sul da Florida), "pela sua investigação bem documentada dos oficiais da polícia fora de serviço que aceleravam imprudentemente, pondo em risco as vidas de cidadãos, o que levou a acções disciplinares e outras medidas para reduzir este perigo mortal."
- 2014: The Washington Post e The Guardian pela sua cobertura do programa de vigilância eletrónica da Agência Nacional de Segurança e o vazamento de documentos pertencentes denunciante Edward Snowden.[3]
- 2015: The Post and Courier "por 'Até que a Morte nos Separe,' uma série fascinantes que mostrou porque é que a Carolina do Sul está entre os estados mais moríferos para as mulheres, pondo o tema de como resolver o problema na agenda."[4]
- 2016: Associated Press, "Pela investigação sobre os graves abusos de trabalho relacionados com o fornecimento de marisco aos supermercados e restaurantes Norte-Americanos, reportagem que libertou 2.000 escravos, levou os criminosos à justiça e inspirou reformas.[5]"
- 2017: New York Daily News e ProPublica "pela revelação, principalmente através do trabalho da repórter Sarah Ryley, do abusos alargados das regras de despejo pela polícia para expulsar centenas de pessoas, a maioria de minorias pobres.[6]"
- 2018: The New York Times e The New Yorker "pela sua cobertura dos abusos sexuais das mulheres em Hollywood e outras indústrias por todo o mundo".
- 2019: South Florida Sun Sentinel "por expor as falhas da escola e dos policiais antes e depois do tiroteio mortal na Marjory Stoneman Douglas High School."[7]
- 2020: Anchorage Daily News com contribuições com ProPublica, por "uma série fascinante que revelou um terço das aldeias do Alasca sem proteção policial, censurou as autoridades por décadas de negligência e estimulou um influxo de dinheiro e mudanças legislativas."[8]